# 영천시의회
영천시의회(永川市議會)는 영천시에 제출된 의견이나 법안을 처리하기 위해 설치된 의회이다. 경상북도 영천시 중앙동 시청로 16에 있다.

## 조직

### 의장단
- 의장
- 부의장 1명